# Rödingsmarkt (metro, Hamburg)
Rödingsmarkt is een metrostation in het stadsdeel Hamburg-Altstadt van de Duitse stad Hamburg. Het station werd geopend op 29 juni 1912 en wordt bediend door lijn U3 van de metro van Hamburg.